# South United Football Club
South United Football Club es un club deportivo de Gibraltar que se dedica a la práctica del fútbol sala, deporte en el que cuenta con equipo que compite en la Liga de fútbol sala de Gibraltar.

## Historia
Participó de manera oficial, por primera vez, en la División 4 de Gibraltar 2016-17. Tras un muy buena campaña, se coronó campeón y consiguió ascender a la División 2 —tras una reestructuración en el sistema de ligas de fútbol sala de Gibraltar 6 clubes de División 3 y 2 de División 4 ascendieron a División 2—. Esa temporada, además, fue subcampeón de la Copa de la División 4.
Tuvo otro buen desempeño en la División 2 2017-18, consiguiendo coronarse campeón y obteniendo su ascenso a la División 1, el más alto nivel del fútbol sala en Gibraltar.
En 2018-19, su temperada de debut en la División 1 realizó una buena campaña en la que terminó 4.º en la temporada regular. Esa posición le permitió clasificarse para la ronda de campeonato. Jugó las semifinales de la ronda de campeonato contra Gibraltar Phoenix, en una serie que terminó igualada a un juego por lado, pero que clasificó a Phoenix debido a que había realizado una mejor temporada regular.

## Resumen general de las temporadas
| Temporada | División 1 | División 2 | División 4 |               | Futsal Rock Cup (copa) | Copa de la División 4 |
| --------- | ---------- | ---------- | ---------- | ------------- | ---------------------- | --------------------- |
| 2016-17   |            |            | 'Campeón'  | Segunda Ronda | Subcampeón             |                       |
| 2017-18   |            | 'Campeón'  |            | Eliminado     | No se jugó             |                       |
| 2018-19   | 4.º lugar  |            |            | No se jugó    | No se jugó             |                       |
| 2019-20   | En juego   |            |            |               | No se jugó             | En juego              |

## Palmarés
| Torneo                  | Títulos | Subcampeonatos | Años en los que fue campeón | Años en los que fue subcampeón |
| ----------------------- | ------- | -------------- | --------------------------- | ------------------------------ |
| División 2 de Gibraltar | 1       | 0              | 2018                        |                                |
| División 4 de Gibraltar | 1       | 0              | 2017                        |                                |
| Copa de la División 4   | 0       | 1              |                             | 2017                           |